# Knooppunt Ressen
Knooppunt Ressen is een knooppunt in de Nederlandse provincie Gelderland dat werd geopend in 1980.
Op dit klaverbladknooppunt ten noordwesten van het gehucht Ressen kruist de A15 Europoort-Bemmel de A325/N325 Arnhem-Nijmegen.
Opmerkelijk aan dit klaverblad is dat de hoofdrijbaan van de A15 ontbreekt. De spoorlijn Arnhem - Nijmegen loopt onder de westelijke uitloper van het knooppunt door.

## Richtingen knooppunt
| Aansluitende wegen                    | Aansluitende wegen | Aansluitende wegen                 | Aansluitende wegen | Aansluitende wegen |
| ------------------------------------- | ------------------ | ---------------------------------- | ------------------ | ------------------ |
|                                       |                    | richting Elst / Arnhem             |                    |                    |
|                                       |                    |                                    |                    |                    |
| richting Tiel / Gorinchem / Rotterdam | richting Bemmel    |                                    |                    |                    |
|                                       |                    |                                    |                    |                    |
|                                       |                    | richting Nijmegen / Kranenburg (D) |                    |                    |

Almere · Amstel · Arnestein · Assen · Azelo · Badhoevedorp · Bankhoef · Batadorp · Beekbergen · Benelux · Beverwijk · Bodegraven ·  Boterdiep ·  Buren · Burgerveen · Coenplein · De Baars · De Hoek · De Hogt · De Nieuwe Meer · De Poel · De Punt · De Stok · Deil · Diemen · Drachten · Drie Klauwen · Eemnes · Ekkersweijer · Emmeloord · Empel · Euvelgunne · Everdingen · Ewijk · Galder · Gooimeer · Gorinchem · Gouwe · Grijsoord · Hattemerbroek · Heerenveen · Hellegatsplein · Het Vonderen · Hintham · Hoevelaken · Hofvliet · Holendrecht · Holsloot · Hoogeveen · Hooipolder · IJmuiden (niet officieel) · Joure · Julianaplein · Kerensheide · Kethelplein · Klaverpolder · Kleinpolderplein · Kooimeer · Kruisdonk · Kunderberg · Lankhorst · Leenderheide · Lunetten · Maanderbroek · Markiezaat · Muiderberg · Neerbosch · Noordhoek · Ommedijk · Oud-Dijk · Oudenrijn · Paalgraven · Princeville · Prins Clausplein · Raasdorp ·  Reitdiep ·  Ressen · Ridderkerk · Rijkevoort · Rijnsweerd · Rottepolderplein · Rozenburg · Sabina · Sint-Annabosch · Stelleplas · Slufter · Ten Esschen · Terbregseplein · Tiglia · Vaanplein · Valburg · Velperbroek · Velsen · Vlaardingen · Vught · Waterberg · Watergraafsmeer · Werpsterhoek · Westerlee · Ypenburg · Zaandam · Zaarderheiken · Zonzeel · Zoomland · Zuidbroek · Zurich

Geplande knooppunten:
De Liemers · Zestienhoven

Voormalige knooppunten:
Bocholtz · Ekkersrijt · Europaplein (Groningen) · Europaplein (Maastricht) · Lindenholt